# Asmorod
Asmorod znany również jako Elmek – demon, władca wszelkich ostrości, szpikulców, sztyletów, brzytew. Był specem od szatkowania ludzkiego ciała i wnętrzności. Jeden z trzynastu, poddanych uczniów Adramelecha – kanclerza piekieł, ósmego demona w hierarchii złych Sephirothów.

## Wkulturze masowej
Postać demona pojawia się w powieści z gatunku horroru Grahama Mastertona Demony Normandii.